# Чорноморський рейд
Чорноморський рейд — вилазка османського флоту проти російських портів у Чорному морі 29 жовтня 1914 року за підтримки Німеччини, яка призвела до вступу Османської імперії в Першу світову війну. Напад був задуманий військовим міністром Османської імперії Енвером-пашею, німецьким адміралом Вільгельмом Сушоном і міністерством закордонних справ Німеччини.
Німецький уряд сподівався, що османи вступлять у війну, щоб підтримати їх, але уряд в Стамбулі не визначився. Германофільський військовий міністр Османської імперії Енвер-паша почав змовлятися з німецьким послом, щоб втягнути імперію у війну. Спроби отримати широку підтримку в уряді провалилися, тому Енвер вирішив розпалити конфлікт. За допомогою військово-морського міністра Османської імперії та німецького адмірала Вільгельма Сушона Енвер організував вихід османського флоту в море 29 жовтня нібито для виконання маневрів. Вони мали спровокувати російські судна відкрити вогонь, а потім звинуватити їх в розпалюванні війни. Натомість Сушон здійснив рейд на російське узбережжя, демонструючи кричущу ворожість, не завдавши значної тривалої шкоди, але розлютивши росіян.
Енвер перешкоджав спробам антивоєнних чиновників у Стамбулі вибачитися за інцидент. 2 листопада росіяни оголосили війну Османській імперії, а через три дні — британці та французи; Британці швидко розпочали морські атаки в Дарданеллах. Османи офіційно не оголосили війну до 11 листопада.

## Передумови
За кілька місяців до початку Першої світової війни офіційні особи Османської імперії марно намагалися укласти союз із великою державою. Германофільський військовий міністр Османської імперії Енвер-паша 22 липня 1914 року прямо запропонував німецькому послу в Стамбулі Гансу Фрайгерру фон Вангенгайму укласти союз, але він отримав відмову. Через два дні кайзер Вільгельм II скасував цю відмову і османський проєкт альянсу був представлений у Берліні 28 липня — у день початку Першої світової війни. Липнева криза досягла кульмінації, і здавалося, що Німеччина вестиме війну на два фронти з Францією та Росією. А що німці не наважувалися взяти на себе більш значні військові зобов’язання, то канцлер Німеччини Теобальд фон Бетманн Гольвег уповноважив Вангенгайма підписати угоду лише за умови, що Османська імперія «вчинить дії проти Росії, гідні свого імені». 1 серпня Енвер запропонував Вангенгайму новий лінійний корабель Sultân Osmân-ı Evvel в обмін на захист Німеччини. Ймовірно, це був хитрий трюк; офіційні особи Сполученого Королівства, щоб підтримати Королівський флот для ведення війни проти Німеччини, вже захопили Sultan Osman-ı Evvel і лінкор Reşadiye, які будували на їхніх верфях. Вагенгайм і більшість османського уряду не знали про це. Ймовірно, Енвер уже знав про захоплення, бо фактична передача лінкора іноземній державі викликала б обурення з боку громадськості та уряду. Наступного дня посол Вагенгайм підписав договір, утворивши таємний османсько-німецький союз.
Однак союз не залучив автоматично османів у війну, як сподівалася Німеччина. Буквальне формулювання договору зобов’язувало Німеччину протистояти будь-яким іноземним зазіханням на території Османської імперії, зокрема з боку Росії, але лише вимагало, щоб Османська імперія допомагала Німеччині згідно з умовами останньої з Австро-Угорщиною. А що Німеччина проактивно оголосила війну Росії за кілька днів до Австро-Угорщини, Османська імперія не була змушена приєднуватися до конфлікту. Великий візир Саїд Халім-паша та міністр фінансів Джавід-бей були проти участі Османської імперії у війні та вважали союз пасивною угодою. Інші османські посадовці не наважувалися поспішати в збройний конфлікт після катастрофічної Першої балканської війни, особливо враховуючи ймовірність того, що балканські держави можуть напасти на Імперію, якщо вона почне воювати.

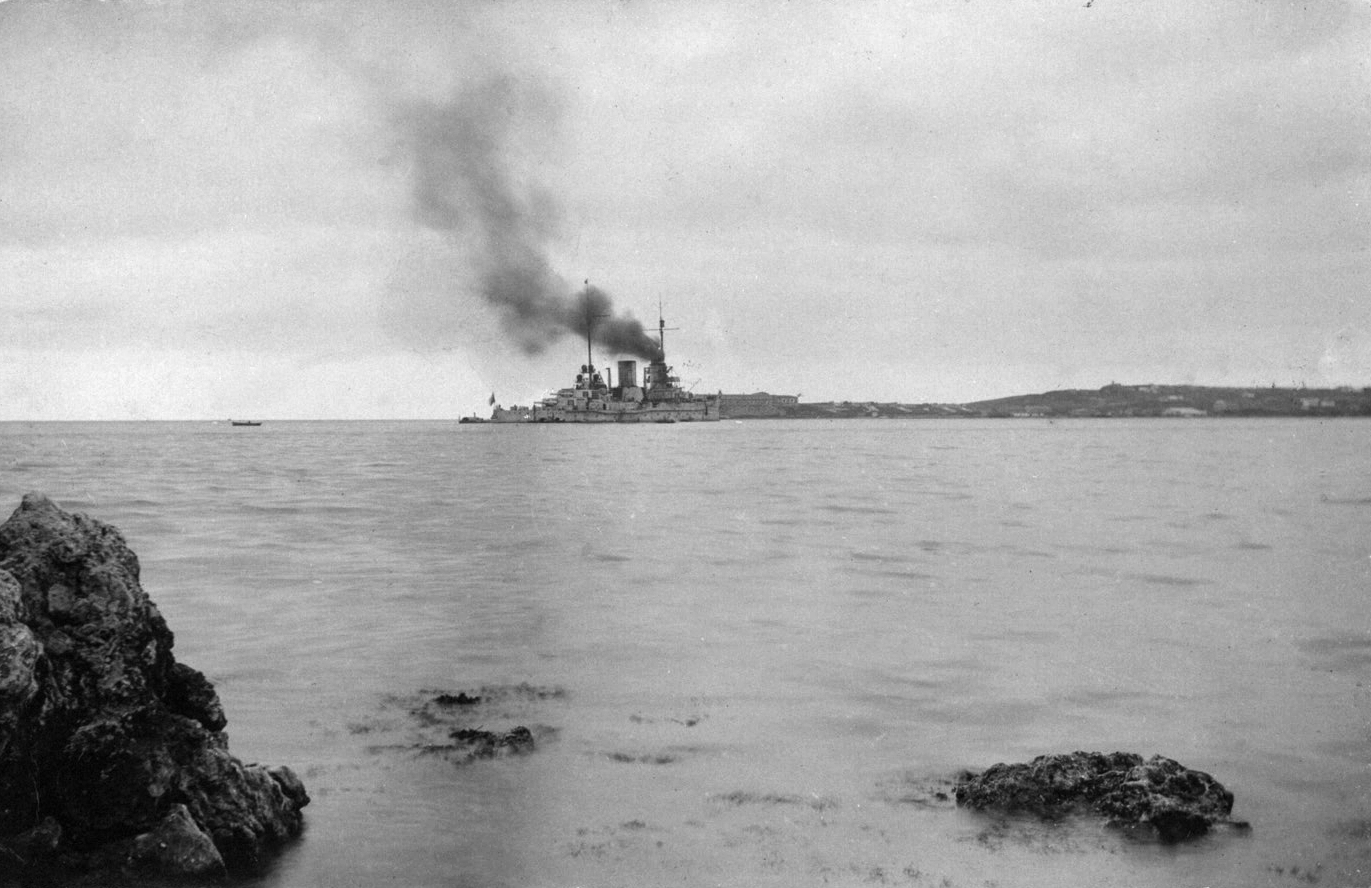
Османський лінійний крейсер Явуз Султан Селім (раніше SMS Goeben) у Севастополі, 1918 рік, після виходу Росії з Першої світової війни за Брест-Литовським договором

Тим часом в Середземному морі німецький лінійний крейсер SMS Гебен і легкий крейсер SMS Бреслау йшли від французького Алжиру. Адмірал Вільгельм Сушон, командир ескадри, утримував свою позицію, щоб перешкоджати конвоям військ Антанти. 3 серпня він отримав наказ, щоб його кораблі відступили в османські води, але вирішив затриматися на один день і обстріляти два порти. 1 серпня між німцями та Енвером вже було домовлено, що ескадри Сушона буде дозволено безпечний прохід. Під час набирання вугілля в Мессіні Сушон отримав телеграму про скасування цих наказів, оскільки інші османські чиновники, які тепер дізналися про угоду Енвера, заперечували проти плану. Незважаючи на розвиток подій, Сушон вирішив продовжувати рух до Османської імперії, дійшовши висновку, що спроба повернутися до Німеччини призведе до знищення його кораблів англійцями і французами, а відхід до Австро-Угорського узбережжя залишить застряглими в Адріатичному морі до кінця війни. Королівський флот переслідував Сушона, який продовжив рух на схід, намагаючись збити британців з пантелику, відступаючи в бік Австро-Угорщини. Щоб зробити хитрість більш переконливою, австрійський адмірал Антон Хаус вирушив на південь із великим флотом у маневрі, який мав виглядати як зустріч із Сушоном. Як тільки останній досяг грецьких вод, перший повернувся в порт. Німці наполягали на тому, щоб Хаус слідував за Сушоном до Стамбула, щоб його кораблі могли підтримати очікувану кампанію проти росіян у Чорному морі, але австрійський адмірал вважав, що столиця Османської імперії стане поганою базою для операцій, і не хотів залишати Австро-Угорське узбережжя незахищеним. Тим часом Сушон наблизився до Османської імперії, яка все ще не дозволила його кораблям зайти у свої води. 8 серпня він вирішив форсувати проблему і відправив допоміжне судно до Стамбула з повідомленням для німецького військово-морського аташе, щоб передати османам: йому потрібен негайний прохід через Дарданелли на підставі «військової необхідності» і він був готовий зробити це «без офіційного затвердження». Вранці 10 серпня Сушон отримав дозвіл увійти в протоки.
Напередодні уряд Османської імперії запропонував Вангенгайму організувати фіктивну покупку німецьких кораблів, щоб їхня присутність не скомпрометувала нейтралітет Османської імперії. Наступного дня канцлер Німеччини надіслав телеграму Вангенгайму, відкидаючи цю ідею та вимагаючи, щоб османи негайно вступили у війну. Великий візир дорікав Вангенгайму за передчасне прибуття кораблів і повторював вимогу фіктивного продажу. Пізніше уряд Османської імперії оголосив, що він придбав обидва кораблі за 80 мільйонів німецьких марок. 14 серпня Вангенгайм порадив німецькому уряду, що було б краще погодитися з продажем, щоб вони не ризикували розлютити османів.
16 серпня кораблі були офіційно включені до складу ВМС Османської імперії, а їхні екіпажі отримали новий однострій та офіційно перевербовані. Британці вважали, що ця дія мала на меті врівноважити захоплення османських лінійних кораблів, але це було не зовсім так. Османи боялися, що Антанта, особливо Росія, спробує розділити імперію, якщо вони виграють війну, тоді як Німеччина та Австро-Угорщина цього не зроблять. Коли британцям стало відомо про це, вони побоювалися, що османи, швидше за все, вступлять у конфлікт на користь Німеччини. Після невдач Росії в її операціях проти Німеччини наприкінці серпня вдирання Росії на територію Османської імперії здавалося малоймовірним. Тим часом османські чиновники досягли угод про нейтралітет з урядами Греції та Румунії, тоді як Болгарія демонструвала пронімецьку позицію, зменшуючи їхні побоювання щодо балканської загрози.  Тоді Енвер почав змінювати свою оборонну політику на агресивну.

## Прелюдія

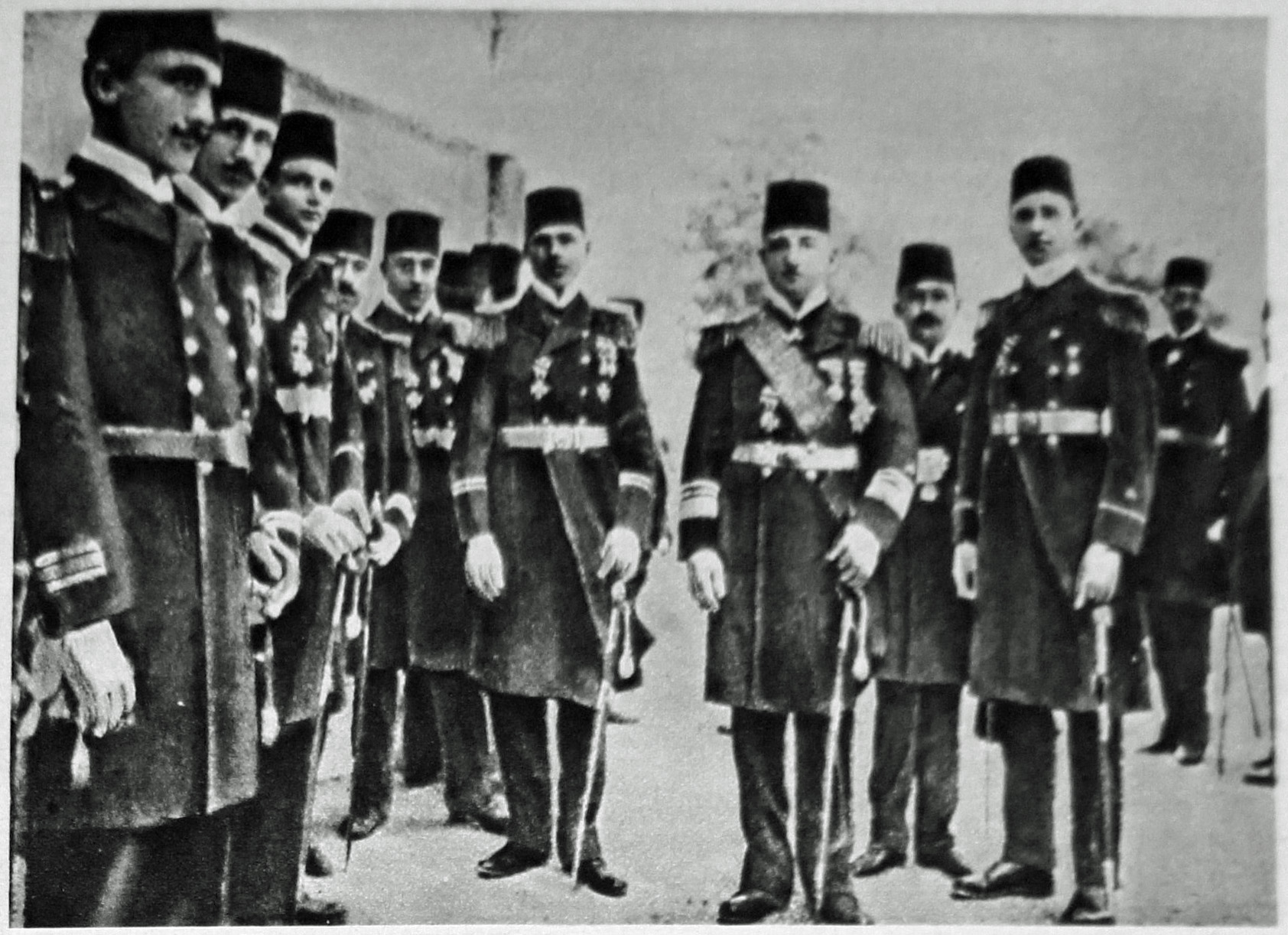
Адмірал Вільгельм Сушон та його офіцери в османських військово-морських уніформах

Під час обговорення у вихідні 12–13 вересня Енвер дав Сушону дозвіл вивести свої кораблі в Чорне море для виконання маневрів. Військово-морський міністр Османської імперії Ахмед Джемаль виявив плани Сушона і суворо заборонив йому виходити з Босфору. Кабінет міністрів Османської імперії обговорював це питання протягом наступних кількох днів, і 17 вересня Енвер повідомив Сушону, що його дозвіл на операції в Чорному морі «відкликано до подальшого повідомлення». Розлючений, наступного дня Сушон зійшов на берег і вилаяв великого візира Халіму за «невірну та нерішучу поведінку» його уряду, погрожуючи при цьому взяти справу у свої руки та «вести себе так, як диктує совість військового офіцера». Згодом він вимагав, щоб Енвер принаймні дозволив німецькому легкому крейсеру проводити навчання біля гирла Босфору з кількома османськими міноносцями. Тут Сушон сподівався, що кораблі зможуть вступити в бій з російським Чорноморським флотом і втягнути Османську імперію у війну. Енвер пообіцяв зробити все, що зможе.
24 вересня Сушон був призначений віцеадміралом і головнокомандувачем ВМС Османської імперії. Через два дні Енвер наказав закрити Дарданелли для іноземного судноплавства без консультації зі своїми радниками. Це негайно вплинуло на російську економіку, бо майже половина експорту країни проходила через протоки.
9 жовтня Енвер сказав послу Вангенгайму, що він завоював симпатії міністра внутрішніх справ Мехмеда Талаата та президента Палати депутатів Халіла Ментеше і що він планує заручитися підтримкою Джемаля. Якщо це не вдасться, він спровокує кризу кабінету міністрів і створить провоєнний уряд. Завоювавши симпатії Джемаля, змовники османи повідомили німцям, що підуть на війну, як тільки отримають еквівалент двох мільйонів лір золотом, гроші, які, як знали німці, знадобляться Османській імперії для фінансування війни. Гроші переправлялися через нейтральну Румунію, а останні прибули 21 жовтня. Інформатори, які працювали на посла Росії в Стамбулі Михайла Миколайовича фон Гірса, передали інформацію про виплати міністру закордонних справ Росії Сергію Сазонову. Сазонов запідозрив наміри османів і німців і попередив командування російським флотом в Севастополі бути готовими до нападу. 21 жовтня адмірал Казимир Кетлінський запевнив міністра закордонних справ, що Чорноморський флот «повністю готовий» до дій.
22 жовтня 1914 року Енвер таємно представив Вангенгайму низку планів щодо того, як втягнути країну у війну. Німці схвалили напад на російські військово-морські сили. В останню хвилину Талаат і Ментеше передумали і вирішили, що османи повинні залишити золото і залишатися нейтральними, хоча Талаат незабаром повернувся до своєї старої позиції. Енвер відмовився від спроб об’єднати уряд, щоб проголосити війну, і дійшов висновку, що росіян потрібно спровокувати на оголошення війни, щоб спонукати до бажаних дій. Він сказав про це німцям 23 жовтня і запевнив їх, що для досягнення своїх цілей йому потрібна буде лише підтримка міністра Джемаля. Наступного дня Енвер сказав адміралу Сушону, що він повинен вивести флот у Чорне море і атакувати російські кораблі, якщо «випаде відповідна нагода». Тоді Джемаль таємно наказав усім османським морським офіцерам суворо виконувати вказівки Сушона.
25 жовтня посол Гірс передав Сазонову один із прогнозів свого інформатора: напад відбудеться 29 жовтня.

## Рейд

### Вилазка

Маршрути кораблів, які брали участь у Чорноморському рейді

27 жовтня османський флот вийшов у море під виглядом виконання маневрів. Енвер спочатку передбачав зіткнення на морі, в якому османи вимагали б самооборони, але адмірал Сушон задумав прямий напад на російські порти. Пізніше він скаже, що мав намір «примусити турків, навіть проти їх волі, розгорнути війну». Німецький лінійний крейсер, тепер відомий як Явуз Султан Селім, мав відплисти з двома міноносцями та канонерським човном, щоб атакувати Севастополь. Легкий крейсер «Бреслау», тепер відомий як «Міділлі», захищений крейсер Гамідіє і торпедний крейсер Berk-i Satvet мали атакувати Новоросійськ і Феодосію. Для Одеси були призначені три есмінці. По дорозі в одного з цих есмінців виникла проблема з двигуном і він був змушений повернути назад. Російські морські офіцери отримали конкретну вказівку не стріляти першими по османах у разі зіткнення. Російський уряд хотів дати зрозуміти будь-якій третій стороні, що османи будуть тими, хто розпалюватиме військові дії.

### Напади

#### Одеса
Невдовзі після 03:00 29 жовтня есмінці «Муавенет» і «Гайрет» увійшли в Одеську гавань. З відстані близько 70 ярдів (64 м) торпеда була запущена в російський канонерський катер «Донець», швидко його потопивши. Два есмінці пошкодили торгові судна, берегові споруди, п'ять нафтових цистерн і цукровий завод.  Есмінці здійснили наліт раніше, ніж планував Сушон, і росіянам вдалося передати по радіо попередження силам у Севастополі. На момент прибуття Явуза берегова артилерія була напоготові. 

#### Севастополь
Незадовго до 06:30 Явуз побачив Севастополь і заходився бомбардувати порт протягом 15 хвилин. В цей час він обмінявся пострілами з предредноутом Георгій Побідоносець і береговими батареями. Трьома снарядами великого калібру з батарей вдалося пошкодити Явуз до того, як він відступив. Завантажений російський мінний загороджувач Прут потрапив під удар і був затоплений його екіпажем, щоб уникнути детонації. А що Прут очікувався, оборонне мінне поле навколо порту не діяло. До того моменту, коли воно було активоване через 20 хвилин, османи покинули територію. Три російські есмінці намагалися переслідувати, але їхня атака припинилася після того, як головний корабель було уражено снарядом.

#### Феодосія та Ялта

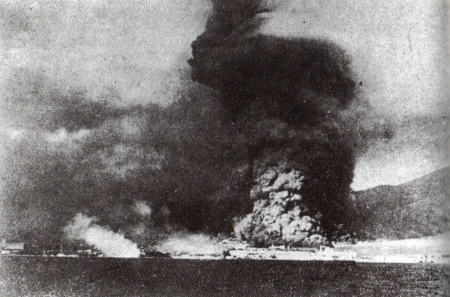
Новоросійську гавань бомбардував османський крейсер «Міділлі» (колишній SMS «Бреслау»)

Приблизно в той самий час Гамідіє прибув до Феодосії. Не побачивши жодних ознак збройної опозиції, німецький і турецький офіцери зійшли на берег, щоб попередити цивільне населення за дві години до бомбардування порту. Після нападу на Феодосію Гамідіє бомбардував Ялту, підпаливши кілька зерносховищ.

#### Новоросійськ
Незадовго до 10:50 Берк-і Савет послав берегову групу, щоб попередити беззахисне населення Новоросійська, перш ніж відкрити зі своїх гармат. Незабаром після цього до неї приєднався Midilli, який був зайнятий установленням мін у Керченській протоці. Міділлі випустив загалом 308 снарядів, потопивши кілька російських зерновантажних суден і знищивши близько 50 нафтових цистерн. Повертаючись на територію Османської імперії, екіпаж Міділлі спробував перерізати підводний телеграфний кабель Севастополя з Варною, Болгарія, але зазнав невдачі.

## Наслідки
У другій половині дня після рейду Сушон повідомив по радіо Стамбул, що російські кораблі «стежили за всіма рухами турецького флоту та систематично зривали всі навчання», і таким чином «розпочали бойові дії». Росіяни намагалися, але не змогли переслідувати османський флот. Рейдові сили повернулися до османських вод 1 листопада. 
Османська преса повідомила про цю акцію 31 жовтня, стверджуючи, що росіяни планували замінувати Босфор і знищити їхній флот без офіційного оголошення війни, змусивши османський флот відповісти бомбардуванням узбережжя Росії після бою на морі. 
Німецькі військові офіцери були розчаровані обмеженим масштабом атаки, яка зрештою досягла більше політичних цілей, ніж стратегічних. Чорноморський флот Росії в результаті нальоту серйозно не постраждав. Канонерський човен «Донець» пізніше був піднятий і повернутий до лав.

### Розгалуження

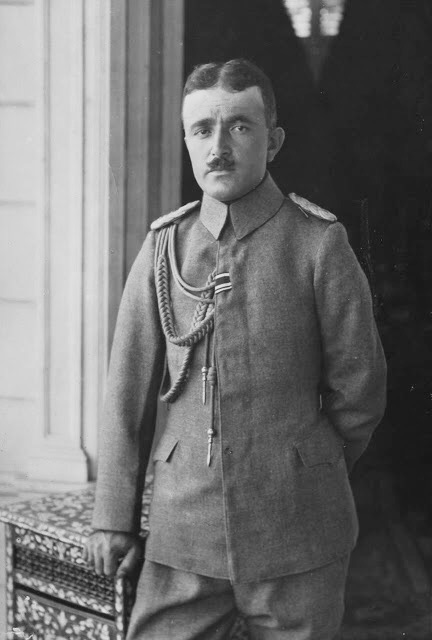
Військовий міністр Османської імперії Енвер-паша

Після рейду почалася дводенна політична криза. Османському уряду було очевидно, що Енвер дозволив напад. Як тільки звістка про подію дійшла до Стамбула, великий візир і кабінет змусили Енвера передати Сушону наказ про припинення вогню. Декілька чиновників, у тому числі великий візир, погрожували піти у відставку на знак протесту проти нападу. Четверо пізніше це зробили, включаючи Джавід-бея. Хоча багато хто в уряді вважав за доцільне атакувати Росію, солідарність кабінету вважалася життєво необхідною, і незабаром було складено лист з вибаченнями. 31 жовтня Енвер повідомив німців про заплановані вибачення і сказав, що він нічого не може зробити.
Англійці, погано поінформовані про ситуацію в Стамбулі, вважали, що весь уряд Османської імперії змовився з німцями. Британський кабінет міністрів надіслав османам ультиматум, вимагаючи, щоб вони усунули адмірала Сушона та його німецьких підлеглих з посад і вигнали військову місію Німеччини, яка налічувала приблизно з 2000 людей. Османи не підкорилися. 31 жовтня перший лорд Адміралтейства Вінстон Черчілль, діючи за власною ініціативою, наказав британським військам у Середземному морі розпочати бойові дії проти Османської імперії. Це було виконано не відразу, тому османи не знали про те, що сталося. МЗС Росії відкликало зі Стамбула посла Гірса.
Тим часом Енвер, все ще побоюючись, що росіяни приймуть османські вибачення, вирішив втрутитися. Безпосередньо перед відправленням повідомлення він вставив уривок, який звинуватив росіян у розпалюванні конфлікту. 1 листопада повідомлення прибуло до Петрограда. Міністр закордонних справ Сазонов відповів ультиматумом, вимагаючи від османів вислати німецьку військову місію. Османи відхилили цю пропозицію.
Того ж дня британські війська в Середземному морі виконали наказ Черчилля, атакувавши османські торгові судна біля порту Ізмір. Тієї ночі на засіданні Кабінету Османської імперії антивоєнна фракція Великого візира була змушена визнати, що Імперія перебуває в стані війни, і що вони мало що можуть зробити, щоб уникнути конфлікту. Росіяни оголосили війну Османській імперії 2 листопада 1914 року. Адмірал Андрій Еберхардт негайно наказав російському флоту дати відсіч османам за рейд. 4 листопада російська оперативна група бомбардувала Зонгулдак.
3 листопада британські військові кораблі бомбардували зовнішні форти в Дарданеллах. Через два дні Сполучене Королівство оголосило війну Османській імперії, як і Франція.  Через ці атаки в Британії склалося загальне враження, що Черчилль втягнув Османів у війну. Прем'єр-міністр Ллойд Джордж дотримувався цього переконання протягом кількох наступних років. Тим часом Черчілль намагався пропагувати переваги конфлікту, такі як можливість територіальних здобутків на Близькому Сході (причина, яка зрештою призвела б до війни в Італії та балканських країнах, таких як Греція). 11 листопада уряд Османської імперії нарешті оголосив війну Антанті. Через три дні османський султан Мехмед V закликав мусульман-сунітів і шиїтів до джихаду проти держав Антанти.